# Roberto Tola
Roberto Tola (Sassari, Cerdeña - Italia 5 agosto 1966) es un guitarrista y compositor italiano de música jazz.

## Biografía
Roberto Tola comenzó a estudiar música cuando solo tenía seis años. En 1976 estudió chelo en el Conservatorio de Música en Sassari. Cuatro años más tarde, autodidacta, continuó sus estudios de guitarra moderna y jazz y en 1983 fundó el sexteto Jazzmanía. Para esta banda, Tola compuso y arregló el álbum inédito Preludio (1985).
En 1989 fundó, junto con otros músicos de Cerdeña, la Blue Note Orchestra, luego la Orchestra Jazz della Sardegna, hasta el 2010.
En 2005 dirigió la orquesta del concurso de canto llamado Canzonissima 2000, para la selección de nuevos cantantes italianos emergentes para el famoso festival nacional de Castrocaro.
En su carrera musical de más que treinta años, Roberto Tola ha colaborado con muchos músicos de renombre internacional, tales como: Colin Towns, Carla Bley, Giorgio Gaslini, Giancarlo Gazzani, Bruno Tommaso, Mario Raja, Marco Tiso y Roberto Pregadio; la famosa cantante inglesa Jill Saward, Norma Winstone, David Linx, Flavio Boltro, Paolo Fresu, Enrico Rava y el mágico Tom Harrell; el gran bajista Steve Swallow, el saxofonista Bob Mintzer (un miembro de la Yellowjackets), Michael Lington, Paul Taylor, Paula Atherton, Bill McGee, Bill Sharpe, Rocco Ventrella, Andy Sheppard, Javier Girotto, Maurizio Gianmarco, Antonello Salis, Richard Galliano y más...
Roberto Tola también ha trabajado en la enseñanza de la música, en muchas escuelas italianas, enseñando guitarra moderna y jazz durante más de 20 años, de 1989 a 2012.
En 2014 colaboró en el álbum On The Corner de la banda inglesa de jazz-funk Shakatak.
En 2016, junto con líderes y músicos ingleses conocidos, como Mornington Lockett, Derek Nash, George Anderson, aparece en el álbum "Endless Summer" y el sencillo "M Is For Manhattan" de la cantante Inglés Jill Saward.
En mayo de 2017 publica su primer álbum en solitario llamado "Bein' Green'". registrado en Cerdeña, España, Inglaterra y los Estados Unidos. El álbum alberga algunos músicos de renombre internacional, a saber: Bob Mintzer, Najee, Bill McGee, Jill Saward, Bill Sharpe y Tim Collins.'
En septiembre de 2017, el álbum Bein Green fue galardonado con la medalla de plata en los Music Global Awards en La Iolla (Los Ángeles), en las categorías de música de jazz y mejor álbum.

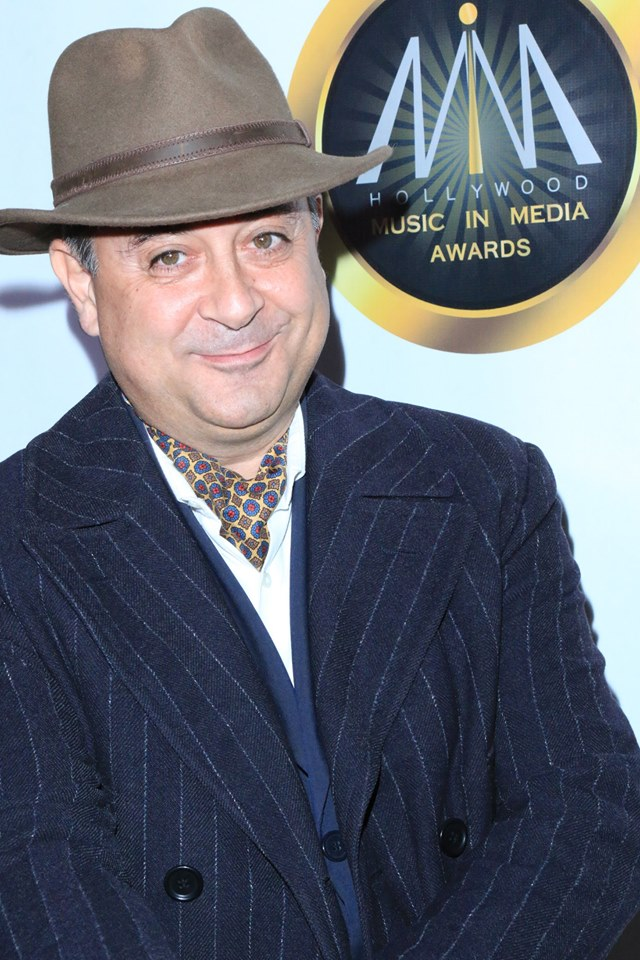
Roberto Tola, nominado 'Hollywood Music in Media Awards - 16 de noviembre de 2017 - Teatro Avalon, Hollywood - Los Ángeles

En noviembre de 2017 fue nominado para la 8ª edición del prestigioso Hollywood Music in Media Awards que tuvo lugar en el teatro "The Avalon" en Hollywood (Los Ángeles), en la categoría de Jazz para el sencillo "Sunny Morning", incluido en el álbum Bein' Green.
Sin embargo, en noviembre de 2017, Roberto Tola es el mejor artista de jazz de 2017 en Los Estados Unidos y su canción "Sunny Morning" se juzga a ser la mejor canción del año para el concurso de Radio Music Awards, una competencia entre estaciones de radio de U.S.A., creada y administrada por la asociación "Indie Music Channel".
En marzo de 2018 Tola también fue galardonado con el prestigioso "Vox Populi Award" durante la 16^ Independent Music Awards en el Lincoln Center de Nueva York, con la canción "Funky Party" en la categoría Jazz Instrumental Song. La canción alberga estrellas de la escena musical internacional, como el famoso saxofonista Bob Mintzer y el pianista Bill Sharpe.
En abril de 2018, el asociación Indie Music Channel ha honrado Roberto Tola con siete premios de los ocho nominaciones, que corresponden a las siguientes categorías: Mejor Canción Jazz con la canción "Flying Away", Mejor Disco jazz con el sencillo "Tears for Niro", Mejor instrumentista de jazz con la canción "Funky Party", mejor productor de jazz con "Cabriolet", así como Mejor Grabación del año con la canción "Tears for Niro" y Mejor Artista del año 2018 y mejor video con la canción "Sunny Morning".
El 15 de julio de 2018, una vez más un logro importante, el Atlas Elite Entertainment Music Awards, en asociación con Sony Music, premian a Roberto con la Mención de Honor del Año, por la canción Sunny Morning, premio expresamente elegido por los jurados de la competencia, entre todos los participantes de todas las categorías del concurso de música.
Recientemente, algunas canciones del álbum de Roberto Tola "Bein 'Green", incluyendo "Yellow Room" (con el vibrafonista Tim Collins) y "With You All The Clouds Go Away" (con el saxofonista Najee) aparecieron en el Local on the 8s (o el Local Forecast), un programa segmento que se transmite en la red estadounidense de televisión por cable y por satélite The Weather Channel en los Estados Unidos de América.
El 9 de agosto de 2018, tras los premios y éxitos internacionales alcanzados por el artista en todo el mundo, recibe los honores de su ciudad natal Sassari, en Cerdeña, de manos del alcalde Nicola Sanna(7), con un premio al mérito artístico y el rol de Embajador de Sassari y Cerdeña en el exterior que el artista realiza con su actividad musical.
En septiembre de 2018 los Hollywood Music in Media Awards [8], el prestigioso concurso de música que se realiza anualmente en el famoso teatro The Avalon de Hollywood, nominó a Roberto Tola por segunda vez (la anterior fue en la edición de 2017), en la Categoría Jazz, con la canción Funky Party, elegida entre cientos de candidatos de todo el mundo.
En octubre de 2018, la canción Lullaby of Christmas, lanzada en diciembre de 2017, fue admitida por la Recording Academy, a la carrera por los GRAMMY AWARDS 2019, que se celebra anualmente en el Staples Center de Hollywood. Una admisión que se repetirá también para la competencia en los GRAMMYs también en 2019 con la canción Slow Motion, publicada en noviembre de 2018, y de nuevo con el album Colors (2020) en los Grammys Awards en 2020.
The Moth FM, un grupo de 5 radios globales de FM y WEB en Inglaterra, premió a Roberto Tola como el mejor artista del año [9] (resultado obtenido mediante votación pública directa y radioescuchas de sus emisoras de todo el mundo).
En enero de 2019, cuatro canciones del álbum BEIN 'GREEN, Flying Away, Funky Party, Tears For Niro y With You All The Clouds Go Away, se encuentran en la final de la categoría Jazz del Reino Unido Songwriting Contest [10], el prestigioso concurso de música. que se celebra cada año en Inglaterra, con la famosa BRIT School y la BBC entre los principales promotores, y los mejores y más reconocidos expertos musicales, productores, periodistas y artistas escénicos del jurado.
De nuevo en 2019, y por segunda vez en su carrera artística, Roberto Tola gana el Vox Pop Award en la 17a edición de los prestigiosos Independent Music Awards de Nueva York, en la categoría "Instrumental" con la canción Lullaby Of Christmas (con invitado Trompetista estadounidense Bill McGee).
Siempre en 2019, Roberto Tola gana en la categoría Jazz en la 2a edición de los Atlas Elite Entertainment Music Awards, con el sencillo Slow Motion (con el cantante californiano Darryl F. Walker).
El año 2020 marca el año del segundo álbum titulado Colors, que aún cuenta con la participación de músicos internacionales como Michael Lington, Paula Atherton, Rocco Ventrella, Bill McGee, Darryl Walker, Mando Cordova. El álbum incluye Slow Motion y Lullaby Of Christmas.
En octubre de 2021 vio la luz el tercer album titulado Kon Tiki, con la participación de músicos de nivel mundial como Billy Cobham, Eric Marienthal, Scott Wilkie y Andrea Tofanelli.
En junio de 2023, se lanzó el cuarto álbum de Roberto Tola, titulado "Under The Leo Sign", una fusión de géneros musicales que abarca desde el jazz, el funk y el jazz contemporáneo hasta el jazz latino y el rock ligero, en una mezcla que hoy en día se conoce como Crossover Jazz, del cual Roberto Tola es probablemente uno de los principales representantes. El álbum recibió la medalla de plata en los Global Music Awards en septiembre de 2023 y obtuvo una nominación en los Premios WEA (Premios Mundiales del Entretenimiento), que se celebran en Hollywood, Los Ángeles, en febrero de cada año.
En mayo de 2025, Roberto Tola lanzó su quinto álbum, "Jazz Junction". Grabado entre Italia, Estados Unidos, Argentina y Polonia para el sello independiente EBM, este proyecto musical nació de la idea de unir y conectar el jazz, pilar de la música moderna durante dos siglos, con otros géneros afines como el latin jazz, la bossa nova, el soul, el funk y más, dando vida a una trayectoria musical de "jazz crossover" llena de influencias, emociones y matices sonoros. Invitados especiales en el álbum son el talentoso trompetista de jazz italiano Giovanni Amato, el cantante y músico californiano Darryl Walker y la cantante Zorina Andall, también presente en otras producciones de Roberto Tola.
En sus más de treinta años de carrera musical, ha participado en cientos de conciertos y decenas de festivales en Italia, Europa hasta Extremo Oriente en China, entre los que se mencionan sobre todo: Smooth Hot Jazz (Madrid - España), Festival "Jazz del Mediterranei "(Valencia - España) y Tour España 2004, varias participaciones en el Festival Internacional Time in Jazz (Berchidda - Italia), múltiples participaciones en la Revista" Writing in Jazz "(Sassari - Italia), Jazz Op (Udine - Italia), Bergamo Jazz Festival (Italia), Vivere Jazz Festival (Fiesole - Italia), participación en varias ediciones de Nuoro Jazz Seminars (Nuoro - Italia), China Tour 2001 (China), Sant'Anna Arresi Jazz Festival 1996 (Italia), Music Fair ( Ferrara - Italia), Estiamo in Piazza Festival (Ozieri - Italia), y muchos otros.

## Discografía

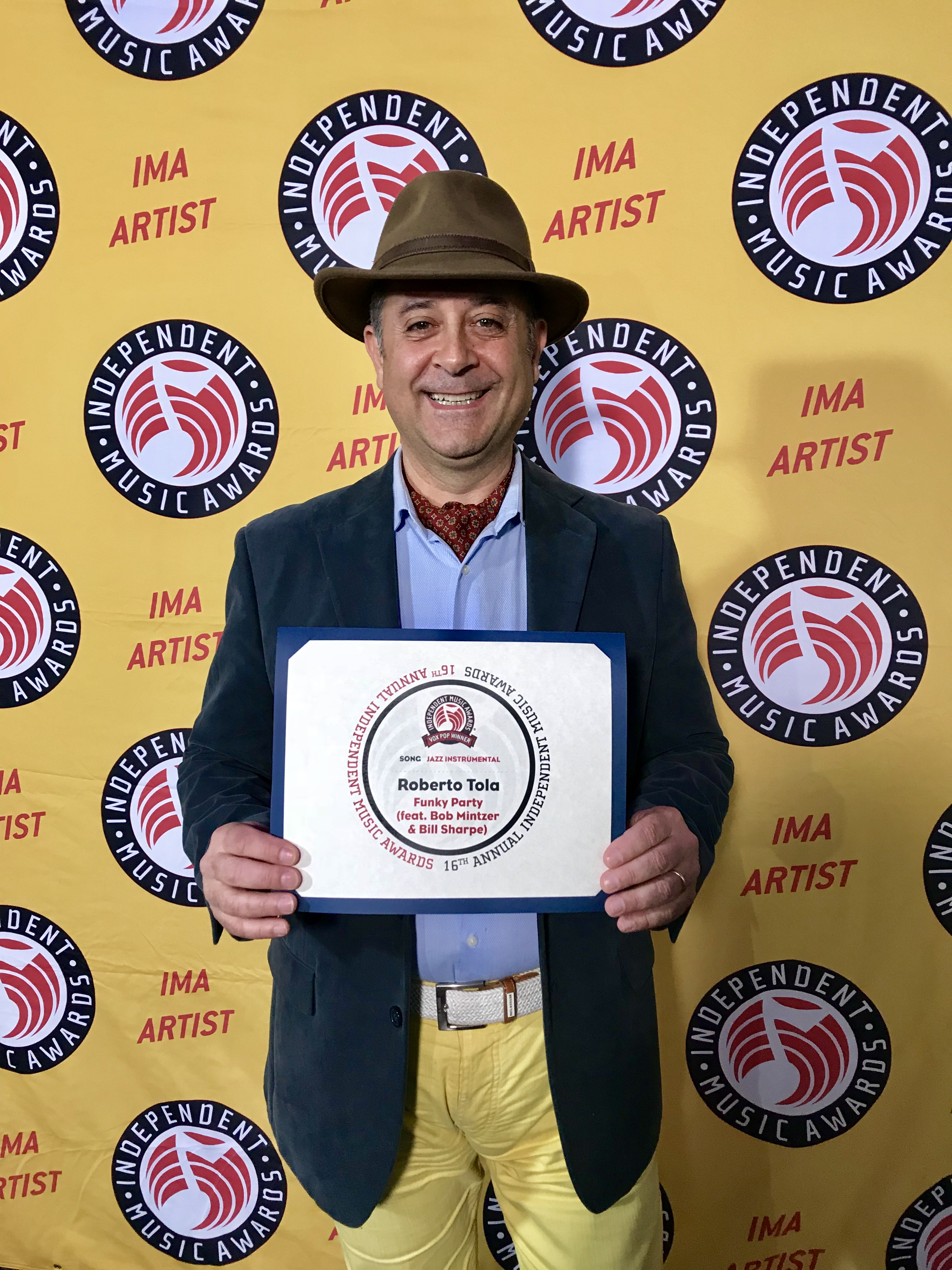
Roberto Tola - 16° Independent Music Awards en New York City, Lincoln Center 31 de marzo de 2018

### Álbumes
- 2025: Jazz Junction (EBM)
- 2023: Under The Leo SIgn (EBM)
- 2021: Kon Tiki - con Billy Cobham, Eric Marienthal, Scott Wilkie (EBM)
- 2020: Colors - con Michael Lington, Paula Atherton, Rocco Ventrella, Bill McGee, Darryl Walker, Mando Cordova - (RT Music)
- 2017: Bein' Green - con Bob Mintzer, Najee, Bill McGee, Jill Saward, Bill Sharpe, Tim Collins  (RT Music)

### Sencillos
- 2025: From Rio To São Paulo (EBM)
- 2025: Lightness (EBM)
- 2024: Christmas For Sale (EBM)
- 2024: Pigiamino ( EBM)
- 2024: The Journey ahead (Single - EBM)
- 2024: Bossa Amor (Wave of Love) (Single - EBM)
- 2023: Natashenka (Single - EBM)
- 2023: Driving To Madrid (Single - EBM)
- 2022: Says (single - EBM)
- 2022: Sunny Morning (Summer Party) - version especial, remixed y remastered (single - EBM)
- 2021: A Christmas Ago (single - EBM)
- 2021: Tiana - con Eric Marienthal (single - EBM)
- 2018: Slow Motion - con Darryl F. Walker - (single - RT Indie Records)
- 2018: Sunny Morning - con Bill Sharpe, Jill Saward (single radio edit RT Indie Records)
- 2017: Lullaby of Christmas - con Bill McGee - (single - RT Indie Records)

### Con Jill Saward
- 2016:  M Is For Manhattan - Secret Records
- 2016: Endless Summer - Secret Records

### ConShakatak

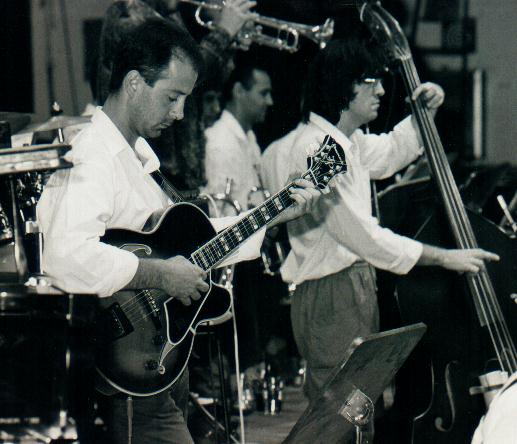
Roberto Tola en concierto (2000)

- 2014: On the Corner - JVC

### Con Bill McGee
- 2023: The Tree Of Life - (Album - Jazz804 Music)
- 2023: Summer In Surry- (Single - Jazz804 Music)

### Con Juan Carlos Mendoza
- 2021: Life Has Changed - (Album - Jazz804 Music)
- 2021: New Life - (Single - Jazz804 Music)

### Con Orchestra Jazz della Sardegna
- 1996: Scrivere in Jazz;
- 1997: Il Brutto Anatroccolo - Live in "Time in Jazz" Festival (1^ edizione);
- 2002: Sacred Concert Jazz Te Deum;
- 2004: Blau;
- 2005: Il Brutto Anatroccolo - studio recording (2^ edizione);

## Video
- 2006: I Am the Walrus - con Colin Towns e OJS
- 2017 Sunny Morning - con Jill Saward (voce e cori) e Bill Sharpe (Piano e tastiere)

## Premios y nominaciones
| Año  | Premio                                              | Categoría                        | Ópera                           | Resultado        | Notas                       |
| ---- | --------------------------------------------------- | -------------------------------- | ------------------------------- | ---------------- | --------------------------- |
| 2017 | Global Music Awards                                 | Jazz Music Album                 | Bein' Green                     | Medalla de Plata |                             |
| 2017 | Global Music Awards                                 | Album                            | Bein' Green                     | Medalla de Plata |                             |
| 2017 | 8ª Hollywood Music in Media Awards                  | Jazz                             | Sunny Morning                   | Nominado         |                             |
| 2017 | Radio Music Awards                                  | Jazz                             | Sunny Morning                   | Ganador          |                             |
| 2017 | Radio Music Awards                                  | Jazz                             | Flying Away                     | Ganador          |                             |
| 2018 | 16th The Independent Music Awards                   | Jazz                             | Funky Party                     | Ganador          | Vox Pop Award               |
| 2018 | Indie Music Channel Awards                          | Jazz Song                        | Flying Away                     | Ganador          |                             |
| 2018 | Indie Music Channel Awards                          | Jazz Recording                   | Tears For Niro                  | Ganador          |                             |
| 2018 | Indie Music Channel Awards                          | Jazz Instrumentalist             | Funky Party                     | Ganador          |                             |
| 2018 | Indie Music Channel Awards                          | Jazz Producer                    | Cabriolet                       | Ganador          |                             |
| 2018 | Indie Music Channel Awards                          | Jazz Video                       | Sunny Morning                   | Ganador          | Natalia Vlaskina co-ganador |
| 2018 | Indie Music Channel Awards                          | Best New Male Artist of the Year |                                 | Ganador          |                             |
| 2018 | Indie Music Channel Awards                          | Recording of the Year            | Tears For Niro                  | Ganador          |                             |
| 2018 | 1st Atlas Elite Entertainment Music Awards          | Mención de Honor del Año         | Sunny Morning                   | Ganador          |                             |
| 2018 | 9ª Hollywood Music in Media Awards                  | Jazz                             | Funky Party                     | Nominado         |                             |
| 2018 | Annual TheMothFM Jazz Awards (GMFM -DB Radio Group) | Best Overall Artist 2018         |                                 | Ganador          |                             |
| 2018 | UK Songwriting Contest 2018                         | Jazz/Blues                       | Flying Away                     | Finalista        |                             |
| 2018 | UK Songwriting Contest 2018                         | Jazz/Blues                       | Funky Party                     | Finalista        |                             |
| 2018 | UK Songwriting Contest 2018                         | Jazz/Blues                       | Tears For Niro                  | Finalista        |                             |
| 2018 | UK Songwriting Contest 2018                         | Jazz/Blues                       | With You All The Clouds Go Away | Finalista        |                             |
| 2018 | UK Songwriting Contest 2018                         | Instrumental                     | Flying Away                     | Finalista        |                             |
| 2018 | UK Songwriting Contest 2018                         | Instrumental                     | Funky Party                     | Finalista        |                             |
| 2018 | UK Songwriting Contest 2018                         | Instrumental                     | Tears For Niro                  | Finalista        |                             |
| 2019 | 17th Independent Music Awards 2019                  | Instrumental                     | Lullaby of Christmas            | Ganador          | Vox Pop Award               |
| 2019 | 2nd Atlas Elite Entertainment Music Awards          | Jazz                             | Slow Motion                     | Ganador          |                             |
| 2019 | 6th One World Music Awards                          | Best Jazz Album                  | Bein' Green                     | 2nd Place        |                             |
| 2019 | 10ª Annual Hollywood Music in Media Awards          | Jazz                             | Slow Motion                     | Nominado         |                             |
| 2020 | 18th The Independent Music Awards                   | Jazz with Vocals                 | Slow Motion                     | Ganador          | Vox Pop Award               |
| 2020 | 19th UKSC Music Contest (United Kingdom)            | Jazz                             | Preludio                        | Semifinalista    | Finalista TBA               |
| 2020 | 19th UKSC Music Contest (United Kingdom)            | International Composition        | Preludio                        | Semifinalista    | Finalista TBA               |
| 2020 | 19th UKSC Music Contest (United Kingdom)            | Instrumental                     | Sandro's Song                   | Finalista        | Ganador TBA en Febrero 2021 |
| 2020 | 19th UKSC Music Contest (United Kingdom)            | World Music                      | Coco Loco                       | Finalista        | Ganador TBA en Febrero 2021 |
| 2020 | 19th UKSC Music Contest (United Kingdom)            | Composizione                     | Coco Loco                       | Semifinalista    | Finalista TBA               |
| 2020 | 19th UKSC Music Contest (United Kingdom)            | Jazz                             | Libeccio                        | Semifinalista    | Finalista TBA               |
| 2020 | 19th UKSC Music Contest (United Kingdom)            | Composition                      | Libeccio                        | Semifinalista    | Finalista TBA               |
| 2020 | 11ª Annual Hollywood Music in Media Awards          | Jazz                             | Libeccio                        | Nominado         | Ganador TBA enero 2021      |